# Fred Brathwaite
Fred Brathwaite (ur. 24 listopada 1972 w Ottawie, Ontario) – kanadyjski hokeista, reprezentant Kanady.
Jego rodzice pochodzą z Barbadosu, przybyli do Kanady w 1964. Wystąpił w wideoklipie "Welcome to Atlanta" Jermaine'a Dupriego.

## Kariera
- Smiths Falls Bears (1988-1989)
- Orillia Terriers (1989)
- Oshawa Generals (1989-1992)
- London Knights (1992)
- Detroit Jr. Red Wings (1992-1993)
  -  Cape Breton Oilers (1993, 1995-1996)
- Edmonton Oilers (1993-1996)
- Calgary Flames (1998-2001)
  -  Team Canada (1999-1999)
  -  Saint John Flames (1999)
- St. Louis Blues (2001-2003)
- Columbus Blue Jackets (2003-2004)
  -  Syracuse Crunch (2004)
- Ak Bars Kazań (2004-2006)
- Chicago Wolves (2006-2007)
- Awangard Omsk (2007-2008)
- Adler Mannheim (2008-2012)

W czasie kariery występował w kluabch rozgrywek OHL, AHL, IHL, NHL, Superligi, DEL. W lidze niemieckiej zakończył karierę po czterech sezonach w klubie Adler Mannheim.
W barwach reprezentacji Kanady uczestniczył w turniejach mistrzostw świata w 1999, 2000, 2001.
Był członkiem ekipy Kanady podczas turnieju mistrzostw świata juniorów do lat 20 edycji 2015.
Po 2014 został zatrudniony w centrum hokejowym RinkEye w Kanata (Ontario), którego założycielem był inny hokeista Randy Robitaille.

## Sukcesy

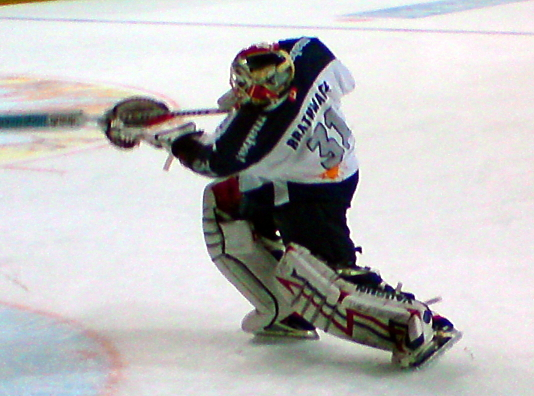
Fred Brathwaite w barwach Adler Mannheim (2012)

Reprezentacyjne
- Złoty medal Canada Cup: 1984, 1987
- Srebrny medal mistrzostw świata: 1989

Klubowe
- Hamilton Spectator Trophy: 1990, 1991 z Oshawa Generals
- Leyden Trophy: 1990, 1991 z Oshawa Generals
- J. Ross Robertson Cup - mistrzostwo OHL: 1990 z Oshawa Generals
- Memorial Cup - mistrzostwo CHL: 1990 z Oshawa Generals
- Złoty medal mistrzostw Rosji: 2006 z Ak Barsem Kazań
- Srebrny medal mistrzostw Niemiec: 2012 z Adler Mannheim

Indywidualne
- OHL 1992/1983:
  - Strzelec gola jako bramkarz
- Superliga rosyjska w hokeju na lodzie (2005/2006):
  - Najlepszy Bramkarz Sezonu
  - Złoty Kask (przyznawany sześciu zawodnikom wybranym do składu gwiazd sezonu)
- DEL (2008/2009):
  - Najlepszy zawodnik
  - Mecz gwiazd